# Latouche-Tréville (1988)
Latouche-Tréville (D646) – francuski niszczyciel rakietowy typu Georges Leygues, klasyfikowany jako fregata zwalczania okrętów podwodnych. Francuska marynarka wojenna Marine nationale nie używa terminu „niszczyciel” dla swoich okrętów, dlatego niektóre z jej dużych fregat są w innych krajach klasyfikowane jako niszczyciele. Jest on trzecim okrętem nazwanym na cześć XVIII–XIX wiecznego polityka i admirała Louisa-René Levassor de Latouche Tréville.

## Historia służby
W czerwcu 1999 roku okręt brał udział w manewrach Baltops na Bałtyku i zawinął przy tym do Gdyni.
W listopadzie 2006 roku i ponownie w czerwcu 2010 roku „Latouche-Tréville” składał wizytę dyplomatyczną w Londynie i był przycumowany obok krążownika z czasów drugiej wojny światowej HMS „Belfast”.
W lecie 2009 roku fregata była sfilmowana podczas sztormu w czasie kręcenia filmu dokumentalnego „Oceany”.

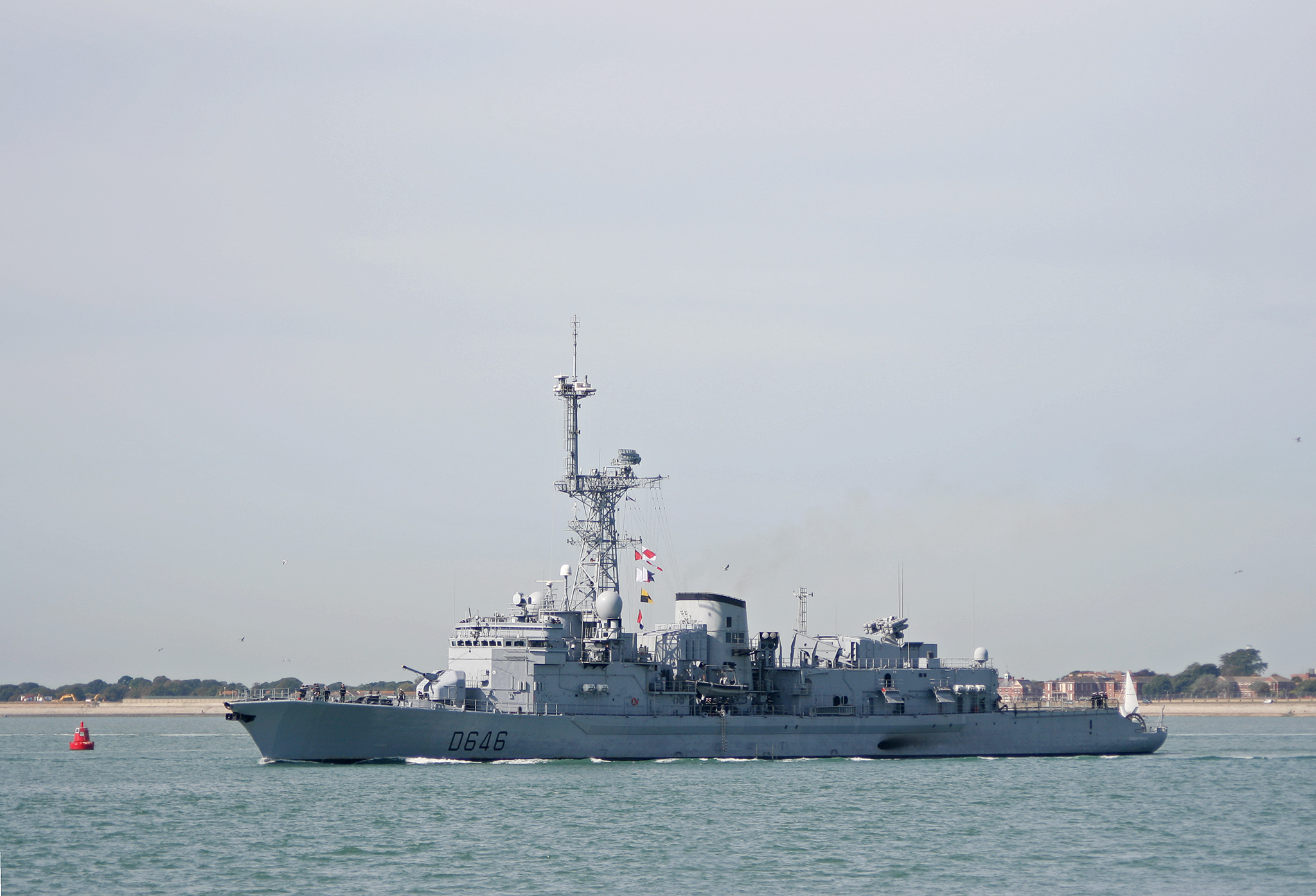
„Latouche-Tréville” opuszcza bazę morską w Portsmouth w Wielkiej Brytanii 21 września 2009 r.

Jesienią 2009 roku podczas uczestnictwa w międzynarodowej grupie okrętów NATO fregata złożyła wizytę w bazie morskiej Portsmouth w Wielkiej Brytanii razem z okrętami Holandii, Norwegii, Hiszpanii i Turcji.
15 października 2012 roku fregata zacumowała w Leith w Szkocji.
18 kwietnia 2015 roku eskortowała replikę XVIII-wiecznego żaglowca MN „Hermione” w swojej dziewiczej podróży przez Atlantyk z La Rochelle do Yorktown, Wirginia w USA. Wróciła do Brestu razem z żaglowcem 10 sierpnia.
W maju 2015 roku „Latouche-Tréville” był częścią tuzina okrętów nawodnych i czterech podwodnych, które wzięły udział w ćwiczeniach NATO Dynamic Mongoose. W czasie napiętych stosunków z Rosją dwutygodniowy pobyt na wodach norweskich pod dowództwem NATO był czasem przeprowadzania różnych operacji ćwiczebnych w zwalczaniu okrętów podwodnych.
4 czerwca 2015 roku fregata ponownie zakotwiczyła w Leith w Szkocji. 25-28 września 2015 roku jednostka odwiedziła Gdynię.